# El Cachucho
El Cachucho, también conocido como Banco Le Danois, es un monte submarino situado en el mar Cantábrico, frente a las costas de Asturias. Emerge desde las profundidades del golfo de Vizcaya, a 4500 metros de profundidad hasta unos 500 metros de profundidad. Tiene unos 57 km de longitud por 17 km de anchura, y tiene una gran riqueza faunística y biológica. Por este motivo ha sido protegido con el establecimiento de la primera reserva exclusivamente marina de España, pues hasta entonces solo parques como Doñana, Cabrera o las islas atlánticas de Galicia protegían en parte territorio marino.

## Proyecto ECOMARG
El principal campo de actuación del grupo de investigación ECOMARG es la plataforma norte de la península ibérica. Sus especiales características, con unos elevados valores de productividad primaria y consecuentemente importantes pesquerías, suponen un escenario prioritario para las líneas de investigación de sus proyectos. Particularmente, el margen continental del mar Cantábrico presenta un conjunto de particularidades físiográficas y geomorfológicas que le proporcionan elevados índices de biodiversidad. Presenta una plataforma muy estrecha (20-40 km), un talud abrupto (pendientes del 10-12%), el desarrollo de cañones submarinos muy encajonados, frecuentemente oblicuos a la dirección general del margen (cañones de Avilés, de Lastres y de Llanes) y plataformas marginales (banco Le Danois, promontorios de Santander y Ortegal).[cita requerida]

## Banco Le Danois
Como consecuencia de sus investigaciones efectuadas entre los años 1934 y 1939 a bordo del buque oceanográfico Président Théodore Tissier, el investigador francés Edouard Le Danois dio a conocer a la comunidad científica el banco que lleva su nombre. Desde entonces, el banco Le Danois, localmente denominado caladero "El Cachuchu", ha permanecido casi inexplorado a pesar de pertenecer a la Zona Económica Exclusiva Española, localizarse a tan solo 30 millas de la costa asturiana y estar sometido a importantes actividades pesqueras. Su origen está relacionado con procesos compresivos que dieron lugar a cabalgamientos imbricados que produjeron el levantamiento del banco Le Danois, que actuaron durante el Paleógeno (Terciario Inferior). Se encuentra en el mar Cantábrico (norte de España), en la longitud 5º W y tiene una disposición alargada E-O, con profundidades en su meseta que oscilan entre los 450 los 600 m.

## Plataforma central del mar Cantábrico
El tramo de plataforma estudiado frente a la localidad de Llanes está enmarcado por dos importantes cañones submarinos: el de Llastres al noroeste y el de Llanes al sureste. Estos cañones, controlados por fallas, son los principales elementos de transferencia sedimentaria del continente a la plataforma continental y a las cuencas profundas, especialmente durante los periodos glaciares del Cuaternario, y posiblemente sean los responsables del escaso recubrimiento sedimentario que se presenta en esta zona, al ser un importante sumidero de sedimentos desde la plataforma a los grandes fondos. En esta zona de plataforma existen afloramientos de materiales cretácicos en la plataforma interna, pasando a materiales terciarios en la plataforma media, con afloramientos locales de Cretácico como la forma anticlinal situada en el margen meridional del cañón de Llastres.[cita requerida]
La geomorfología de esta zona de plataforma, estudiada por el proyecto ECOMARG, queda representada en el Modelo Digital del Terreno (MDT), que corresponde a una superficie de 616 km². La plataforma muestra la existencia de cuatro conjuntos geomorfológicos principales:
- Afloramientos rocosos con relieves importantes (color rojo).
- Litologías de alternancia de materiales duros (P).
- Afloramientos rocosos masivos (LR, EZ , CR).
- Afloramientos rocosos de bajo relieve y escaso recubrimiento sedimentario (LM, color azul).
- Fondos y formas sedimentarias.
- Fondos planos con sedimentos no consolidados (ZS, color gris).
- Megarriples y dorsales de arena (MR, color amarillo).
- Cañones submarinos (CLL).